# 박헌오 (1950년)
박헌오(朴憲伍, 1950년 7월 8일 ~ )는 대한민국 前 무소속 경상북도 경주시 의회 의원이다.

## 주요 이력
1991년에서 2014년까지 경상북도 경주시 기초지방의회 무소속 4선 의회의원을 지냈다.

## 학력
- 명지대학교 법학과

## 같이 보기
- 최길갈